# Xanthorhoe annotinaria
Xanthorhoe annotinaria là một loài bướm đêm trong họ Geometridae.